# Іванов Юрій Володимирович
Юрій Володимирович Іванов (нар. 15 січня 1986, Макіївка) — український футбольний арбітр.

## Кар'єра
Закінчив Донецький державний інститут здоров'я, фізичного виховання і спорту. Займався футболом у рідному місті, згодом грав за ДЮСШ «Донбас» з Донецька, але на дорослому рівні у футбол не грав, розпочавши суддівську кар'єру. У 2004—2005 роках був арбітром регіональних змагань, після чого у 2005—2010 роках судив матчі ДЮФЛУ та ААФУ. 2010 року Іванов вийшов на професіональний рівень і став судити ігри другої ліги, а з 2013 року п'ять років працював на матчах першої ліги.
3 грудня 2018 року Іванов дебютував як головний арбітр у матчі Прем'єр-ліги, в якому зіграли «Динамо» (Київ) та «Чорноморець» (2:0). Іванов показав 10 жовтих карток і призначив два пенальті у ворота одеситів.
Його робота пов'язана із багатьма скандальними інцидентами. Так у травні 2018 році на матчі першої ліги «Геліос» — «Полтава» (0:2) фанати харків'ян облили бригаду Іванова та самого Юрія водою, який вилучив у цьому матчі двох гравців «Геліоса» та призначив в їх ворота пенальті.
В листопаді 2019 року Іванов спочатку вилучив двох гравців «Колоса» в матчі УПЛ проти «Зорі», а його суддівство розкритикував тренер ковалівців Руслан Костишин, а вже в наступному турі Іванов призначив помилкове пенальті в грі Прем'єр-ліги «Дніпра-1» та «Ворскли», який приніс перемогу дніпровському клубу.
У липні 2020 року Іванов не помітив в матчі 29-го туру УПЛ «Львів» — «Ворскла» (2:2) очевидної гри рукою у своєму штрафному майданчику гравця полтавців, через що львівський клуб не зміг виграти матч. Тим не менш Юрій Іванов був призначений арбітром на центральний матч першого туру «Агробізнес» — «Минай». Закарпатці перемогли з рахунком 2:0 завдяки двом голам наприкінці гри, але власнику «Агробізнеса» Олегу Собуцькому не сподобалася робота головного арбітра, який показав господарям 8 жовтих карток, призначив пенальті на користь «Миная» у доданий час та не поставив 11-метровий у ворота гостей. Після зустрічі у Волочиську з'явилась інформація, що Іванова побили в суддівській кімнаті. У своєму рапорті він вказав, що це зробив Собуцький. Арбітр звернувся в поліцію та зняв побої. У підсумку, Собуцького довічно усунули від футболу, а клуб оштрафували на 500 тисяч гривень.
Натомість до арбітра жодних санкцій застосовано не було і він продовжив судити ігри на найвищому рівні та знову потрапив до одного з найбільших суддівських скандалів в історії українського футболу: 6 березня 2021 року на матч УПЛ в донецькому дербі «Олімпік» — «Шахтар» за рахунку 1:0 на користь «Шахтаря» Юрій Іванов скасував гол «Олімпіка» в ворота гірників через нібито офсайд у Ігоря Снурніцина, хоча більшість експертів і спеціалістів зійшлись на думці що гол було скасовано помилково. Матч так і завершився перемогою «Шахтаря» 1:0, а після фінального свистка президент «Олімпіка» Владислав Гельзін увірвався на включення головного тренера Юрія Калитвинцева і з нецензурною лексикою розкритикував роботу арбітра та голови Комітету арбітрів УАФ Лучано Лучі. У рапорті Іванов написав, що у перерві матчу Гельзін заходив у суддівську кімнату. Також він намагався зробити це після гри, але йому завадили офіційні особи УАФ. В результаті клуб дуже швидко оштрафували і заборонили до кінця сезону грати домашні матчі на стадіоні імені Лобановського, натомість Іванов знову не отримав покарання і вже наступного туру його призначили на центральну гру Прем'єр-ліги «Динамо» — «Зоря».
Загалом у сезоні 2020/21 Іванов працював на 11 матчах УПЛ і показав у них 63 жовті картки (7 других жовтих карток, три червоних і чотири пенальті). Всього за той сезон Юрій відсудив 13 ігор (плюс по одному матчу у Кубку України і першій лізі), в середньому 5,5 жовтих карток за матч. Незважаючи на чисельні скандали Іванова була призначено на останній матч сезону — фінал кубка України 2021 року у Тернополі, в якому взяли участь київське «Динамо» та луганська «Зоря» (1:0). Іванов у цьому матчі дав 9 жовтих карток і призначив пенальті у ворота «Зорі», яке не реалізував Віктор Циганков.
Вже в першому турі УПЛ нового сезону 2021/22 в матчі «Ворскла» — «Дніпро-1» (2:2) Іванов показав сумнівну червону картку гравцю дніпрян Сергію Логінову, хоча там ймовірно була симуляція від Ібрагіма Кане, а також зарахував по голу в кожні ворота з офсайду.